# Stazione di Cerreto d’Esi
Stazione di Cerreto d'Esi vasútállomás Olaszországban, Marche régióban, Cerreto d’Esi településen.

## Vasútvonalak
Az állomást az alábbi vasútvonalak érintik:
- Civitanova-Fabriano-vasútvonal

## Kapcsolódó állomások
A vasútállomáshoz az alábbi állomások vannak a legközelebb: 
- Stazione di Matelica
- Stazione di Albacina